# 鲍里斯·古利科
鲍里斯·古利科（英語：Boris Gulko，1947年2月9日—），美国俄裔国际象棋棋手、特级大师。
古利科于1975年获国际大师称号，次年晋升为特级大师。1977年，他与乔西夫·多尔夫曼共同夺得了苏联国际象棋全国冠军。然而因为其激烈的反共主张，古尔科曾经被捕，他也很长时间内一直不被苏联当局允许参加高级别的国际象棋赛事。直至戈尔巴乔夫推出开放政策后，他才得以移民至美国。此后，他于1994年、1999年两夺美国国际象棋全国冠军，也是历史上唯一一位同时获得过美国与苏联全国冠军的棋手。此外，古尔科在与棋王卡斯帕罗夫的交手中也保持着3胜、4和、1负的优异战绩。
古利科的妻子是国际象棋女子特级大师安娜·阿赫沙鲁莫娃。